# Fleur Pellerin
Fleur Pellerin, all'anagrafe Kim Jong-sook (Seul, 29 agosto 1973), è una dirigente d'azienda, ex politica e funzionaria francese, esponente del Partito Socialista.
Dal 15 maggio 2012 al 31 marzo 2014 è stata ministro delegato alle piccole e medie imprese, all'innovazione e all'economia digitale nel primo e nel secondo governo Ayrault. Nel primo governo Valls è stata segretaria di Stato incaricata del commercio estero, della promozione del turismo e dei francesi all'estero.
È stata ministro della cultura e della comunicazione nel secondo governo Valls, dal 26 agosto 2014 all'11 febbraio 2016.

## Biografia
Nata con il nome di Kim Jong-sook (traslitterato anche come Kim Jong-suk), fu abbandonata in strada pochi giorni dopo la nascita e fu quindi ospitata in un orfanotrofio. Venne adottata da una famiglia francese quando aveva sei mesi, ed è cresciuta in Francia, prima a Montreuil e poi a Versailles. Si è diplomata nel 1997 all'École nationale d'administration.

## Carriera politica
Pellerin si è occupata di questioni sociali ed economiche digitali per il candidato del Partito Socialista François Hollande nella sua campagna elettorale presidenziale del 2012, poi vinta.
Dopo l'elezione di Hollande, Pellerin è stata nominata responsabile per le piccole e medie imprese, l'innovazione e l'economia digitale. Nel luglio 2012 ha annunciato la sua opposizione alla vendita di tecnologie di sorveglianza di massa, suscitando molto scalpore negli ambienti politici francesi poiché la Francia è uno dei maggiori venditori di tale tecnologia. Nel novembre 2013 ha curato la creazione del marchio French Tech.
L'11 febbraio 2014 Pellerin era tra gli ospiti invitati alla cena di Stato organizzata alla Casa Bianca dal presidente degli Stati Uniti Barack Obama in onore di Hollande.

### Ministro della cultura e delle comunicazioni
Nell'agosto 2014 Pellerin è stato nominata ministro della cultura nel primo governo guidato da Manuel Valls. Poco dopo la sua nomina a ministro, la rivista francese L'Express riferì che era in vacanza nella villa in Corsica di proprietà del produttore cinematografico Pascal Breton, sollevando questioni etiche. 
Nel marzo 2015 Pellerin ha nominato Serge Lasvignes a capo del Centre Pompidou, con una scelta a sorpresa, sostituendo Alain Seban.  
Sotto la sua guida, nel settembre 2015, il ministero della cultura francese ha fatto un'offerta per l'acquisto di uno degli ambitissimi ritratti di Rembrandt di Éric de Rothschild per il Louvre di Parigi, offrendo 80 milioni di euro. 
Nell'ambito di un importante rimpasto di governo all'inizio del 2016, Pellerin fu lasciata fuori dal governo, sostituita come ministro della cultura da Audrey Azoulay, che all'epoca ricopriva il ruolo di consigliere culturale di Hollande.

## Carriera aziendale
Nell'agosto 2016 Pellerin si è dimessa dalla pubblica amministrazione francese per iniziare una nuova carriera nel settore privato. È poi diventata capo di Korelya Capital, un fondo di investimento mirato alle tecnologie emergenti che ha beneficiato di un finanziamento di 100 milioni di euro da parte della sudcoreana Naver Corporation. Ricopre anche diversi altri incarichi, di seguito elencati:
- Stanhope Capital Group, membro del consiglio di amministrazione (dal 2021)[4]
- Reworld Media, membro indipendente del consiglio di amministrazione (dal 2019)
- KLM, membro del consiglio di amministrazione (dal 2018)[5]
- Schneider Electric, membro del consiglio di amministrazione (dal 2018)[6]
- Talan, membro del consiglio di amministrazione (dal 2018)
- KissKissBankBank, membro del consiglio di amministrazione (dal 2016)[7]
- Devialet, membro del consiglio di amministrazione (dal 2016)[8]

Nell'agosto 2018, Pellerin è stata inserita dalla società britannica Richtopia al secondo posto nell'elenco dei 100 imprenditori francesi più influenti.

## Vita privata
Pellerin è sposata con Laurent Olléon, anche lui laureato all'ENA, che lavora per il Consiglio di Stato, per il quale fornisce consulenza legale al governo francese.